# 鼎湖区
鼎湖区是中国广东省肇庆市下辖的一个市辖区。因鼎湖山得名，鼎湖山是中国第一个国家级自然保护区。肇庆星湖旅游景区（国家5A级旅游景区）鼎湖山片区即位于该区。西江上的肇庆新港是国家二类水路对外口岸，是全国内河主要港口，區人民政府駐坑口街道罗隱路。
鼎湖區素有魚米之鄉的美譽，歷朝貢品文慶鯉聞名於世。鼎湖區原屬高要市管轄，漢武帝元鼎6年設立，距今有二千多年曆史，民國時期到建國初為高要第四區。1988年設鼎湖區人民政府、隸屬肇慶市。

## 行政区划
下辖3个街道、4个镇：
坑口街道、桂城街道、广利街道、永安镇、沙浦镇、凤凰镇和莲花镇。

## 人口
根據第七次人口普查數據，截至2020年11月1日零時，鼎湖區常住人口209116人。

## 高等教育
- 广东理工学院鼎湖校区
- 肇庆医学高等专科学校鼎湖校区
- 广州应用科技学院肇庆校区

## 交通
- 珠三角环线高速、 广佛肇高速、 321国道
- 肇庆东站：南广铁路、贵广客运专线
- 鼎湖东站：广肇城际铁路
- 鼎湖山站：广肇城际铁路

## 风景名胜
- 鼎湖山
- 慶雲寺